# 宽舌橐吾
宽舌橐吾（学名：Ligularia platyglossa）是菊科橐吾属的植物，是中国的特有植物。分布于中国大陆的云南等地，生长于海拔1,200米至3,800米的地区，多生于山坡、水边以及林下，目前尚未由人工引种栽培。

## 异名
- Ligularia kanaitzensis (Franch.) Hand.-Mazz. var. ruficeps Hand.-Mazz.